# Ischnura verticalis
Ischnura verticalis är en trollsländeart som först beskrevs av Thomas Say 1839.  Ischnura verticalis ingår i släktet Ischnura och familjen dammflicksländor. Inga underarter finns listade i Catalogue of Life.

## Bildgalleri

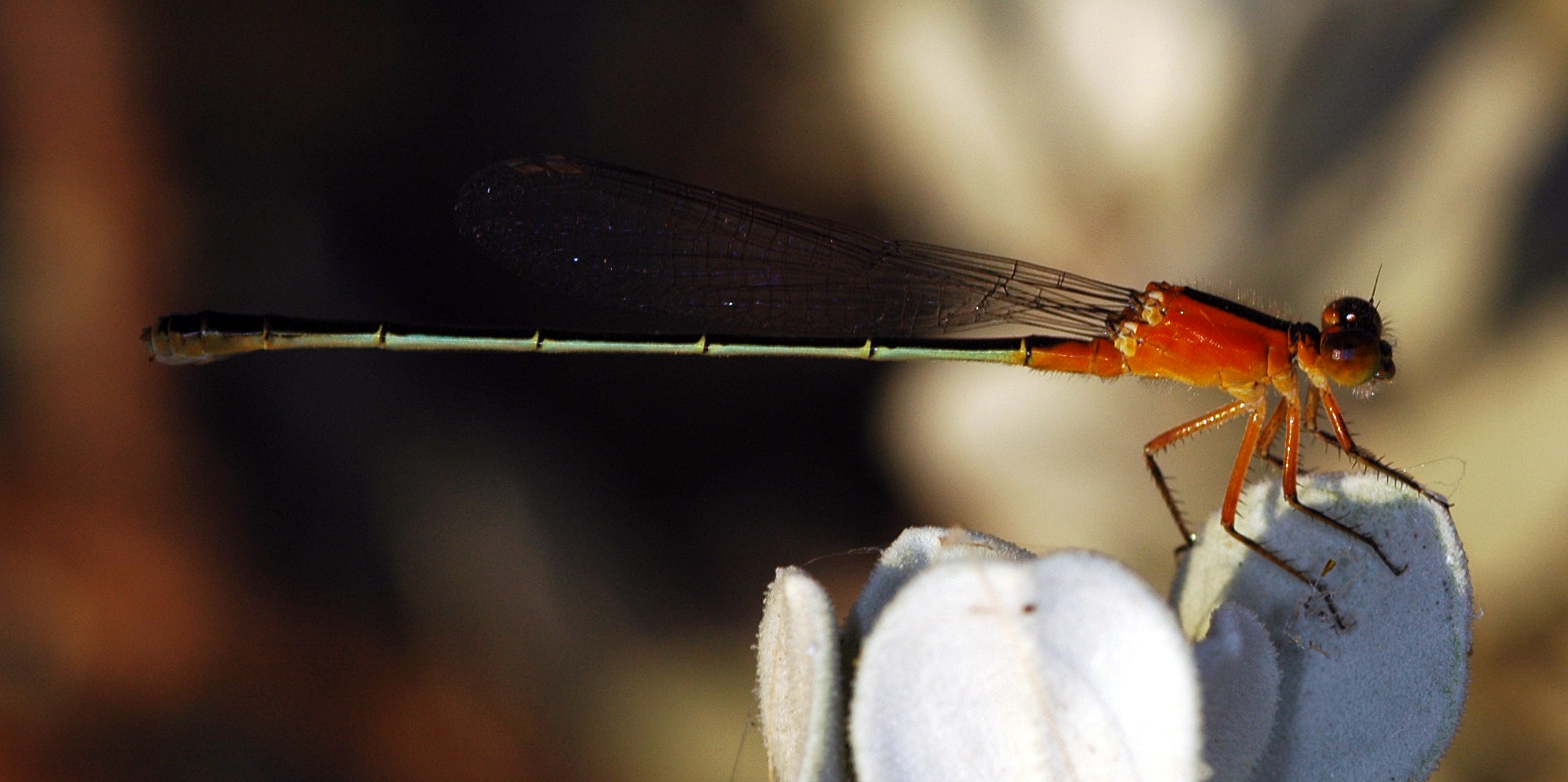
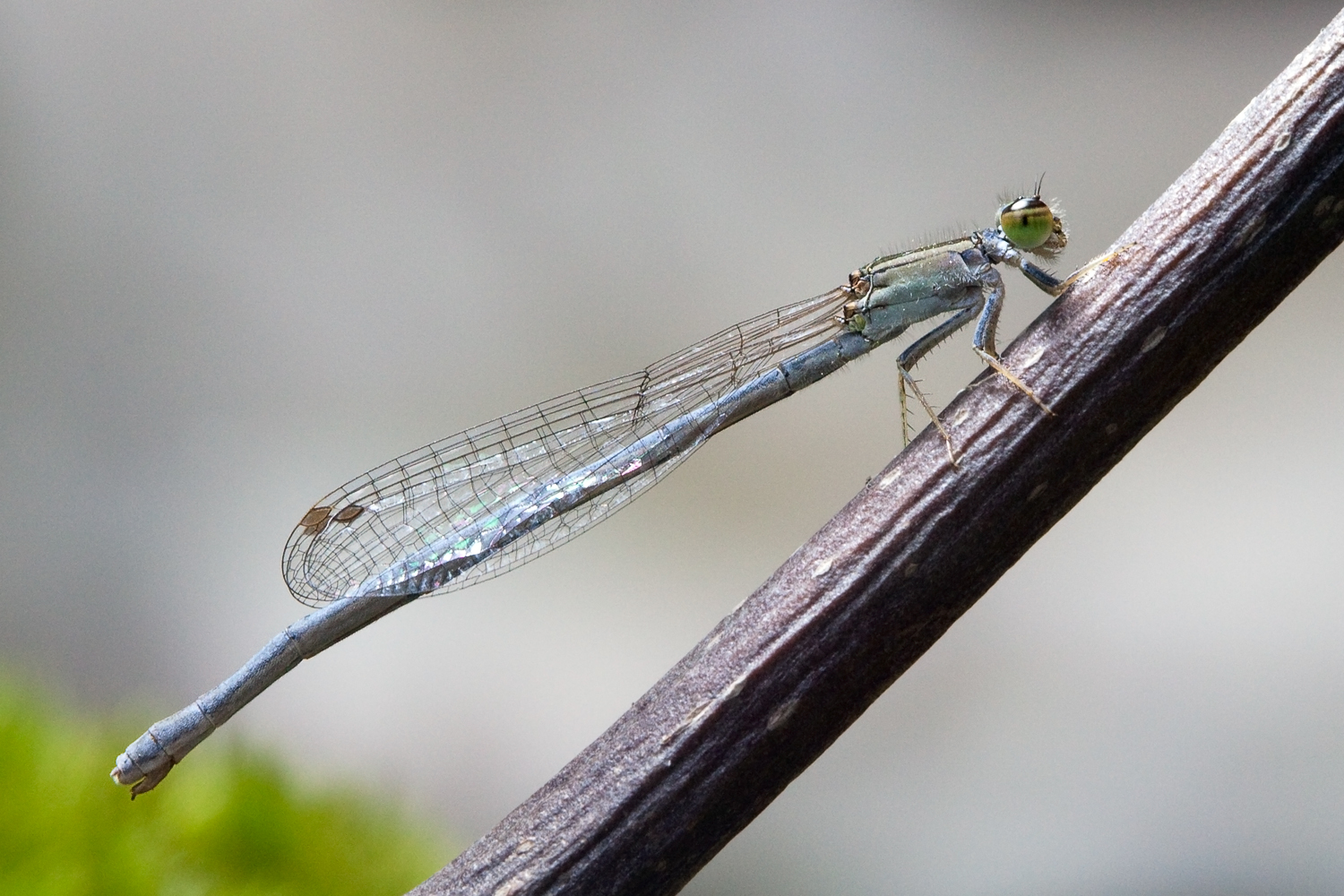
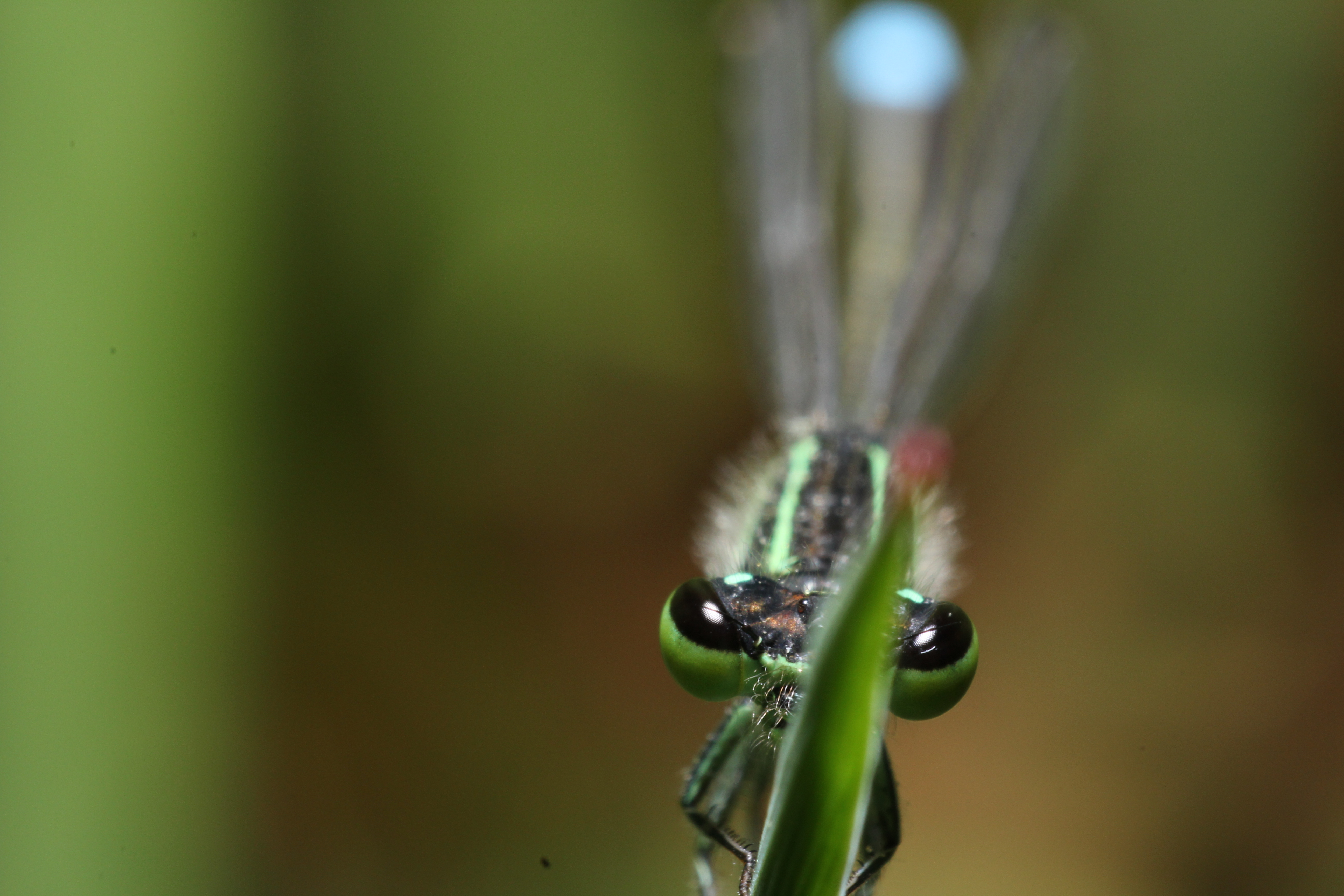
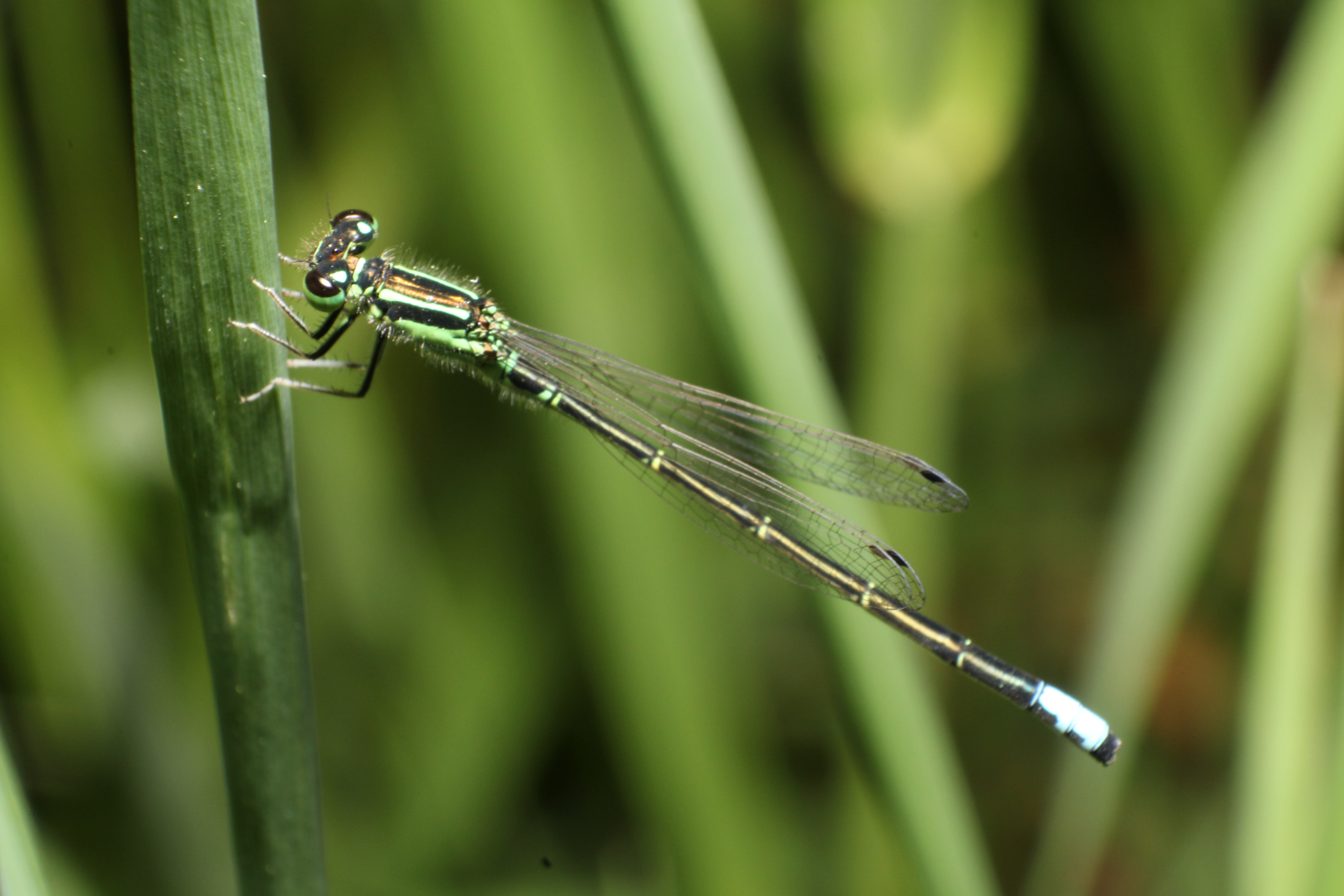
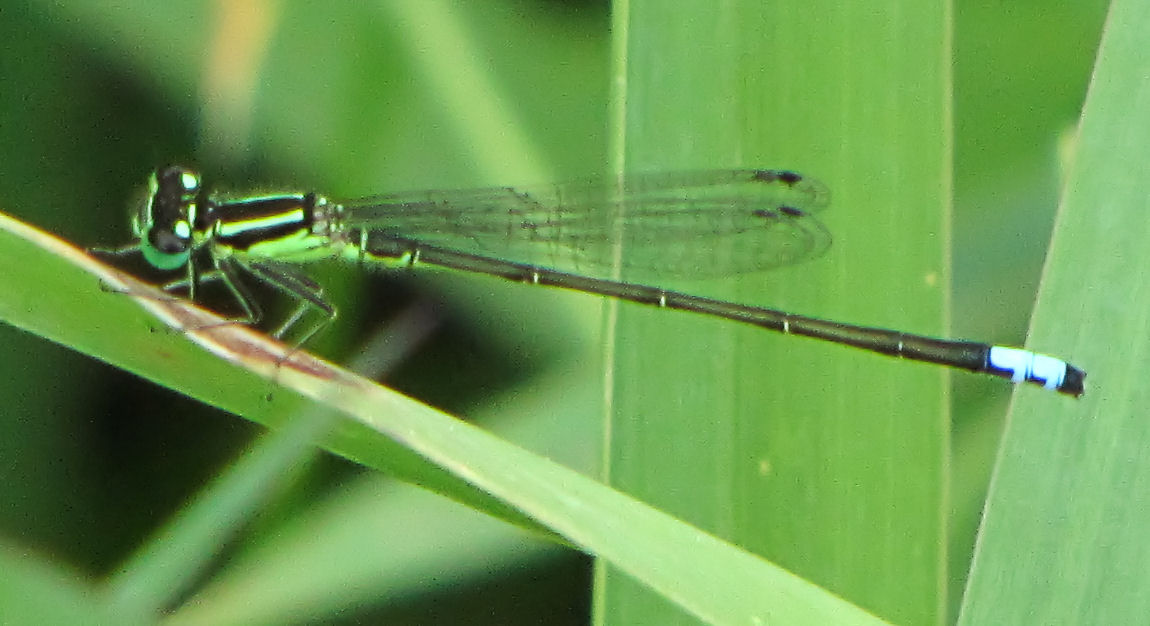